# チェルニャコヴォ文化

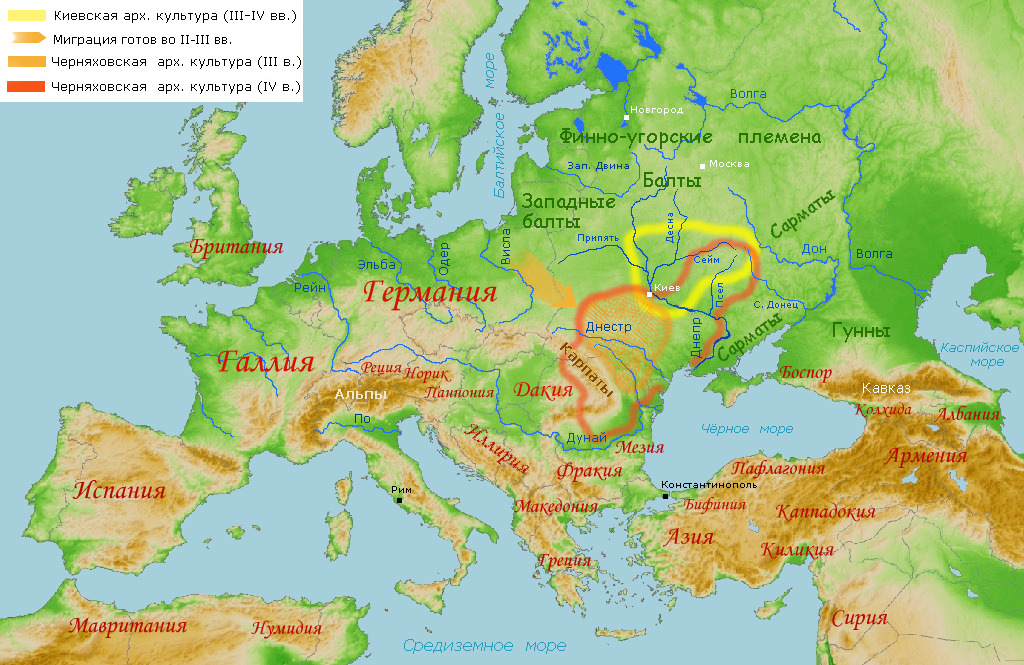
チェルニャヒーウ文化の初期は薄いオレンジの線で囲まれた点描部分の地方。
濃いオレンジの線で囲まれた地方はチェルニャヒーウ文化が拡大した範囲。
薄いオレンジの矢印はゴート族のヴィェルバルク文化の進出方向。
黄色い線で囲まれた地域は南下してきたゴート族がその地方のチェルニャヒーウ文化と融合して成立したキエフ文化という独特の文化が発展した地方で、4世紀にフン族が襲来するまでゴート族の大半はここに落ち着いていた。

チェルニャヒーウ文化（チェルニャコヴォぶんか、ないしチェルニャホフ文化〈チェルニャホフぶんか、ウクライナ語: Черняхівська культура, 英語: Chernyakhiv culture ないし Cherniyakhov culture〉）は2世紀から5世紀にかけて黒海の北西一帯（現在のウクライナ、モルドバ、ルーマニア、ポーランド南部）にかけて広がっていた文化。名称は、キエフ州チェルニャヒーウ村で発見された遺跡にちなむ。これまでに数千の遺跡が発掘されている。もとはサルマタイ人とスラヴ人の混合文化であったが、のちにダキア人、ゲタイ人、ゴート人などがやってきて定住した。

## 特徴
それぞれの集落の大きさはさまざまで、平均的な集落は25-45戸の住居から構成されている。家の様式は半地下式のもの、地上式で編み垣構造に漆喰を用いたもの、石造りのものの3種類に大きく分けられる。時代が進むと、北部の森林地帯を中心として、木の杭をたくさん立てて壁材の骨格とした、のちの時代に典型的なスラヴ人住居の様式となった特徴が広く見られるようになる。大型の倉庫も建てられるようになり、スペルト小麦や大麦が保蔵されるようになった。それぞれの家では土を固めて作ったかまどが一般的になっている。城塞のような構造の集落はほとんど見られなくなり、ほとんどの集落は開けた構造となった。一部に城塞が残ったが、これらは前の時代よりも堅固な造りとなった。主な家畜は牛で、羊、豚、馬、ロバも飼っていた。古代世界の各国との交易を盛んに行っており、古代ローマ帝国の貨幣、陶器、琥珀製品、大理石、ガラス製のビーズ細工などが発掘されている。埋葬は土葬と火葬がある。土葬では遺体は頭を北か西に向けている。火葬では骨壺が広く用いられている。どちらの形態の墓にも、副葬品として陶器、道具、武器、装飾品、死後の食事として供えられた食物が頻繁に見られる。

## 住民の構成

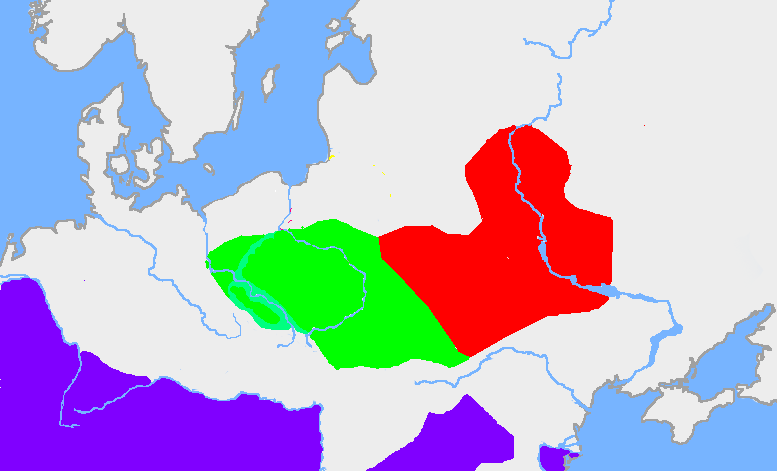
プシェヴォルスク文化（黄緑）とザルヴィンツィ文化（赤）。
のちにゴート人が上図のように両者の間、ヴィスワ川東岸を南下していくことになる。
紺色はローマ帝国。

チェルニャヒーウ文化の範囲にはさまざまな言語・民族集団が住んでいたものと推定される。主な集団は南のステップ地帯から進出してきたサルマタイ人と北の森林地帯から進出してきたスラヴ人である。サルマタイ人はイラン語群の言語を話していた遊牧民で、上記の土葬墓の主であることが明らかとなっており、彼らは自分たちが昔から暮らしていたステップ地帯だけでなく、森林地帯との境界地域にまで広く進出していき、その前の時代にこれらの地方一帯を支配し同じくイラン語群の言語を話していた遊牧系スキタイ人を圧倒し取って代わって政治的主導権を握った。次に大きな集団要素は、ステップ・森林境界地帯から北の地域を中心として支配した プシェヴォルスク文化やザルビンツィ文化の担い手で、上記の火葬墓の主たちである。この特徴から彼らはスラヴ人であると推定される。彼らは南下してサルマタイ人の住むステップ地帯に進出しさかんに農業を行った。このことから両者は互いに排斥しあうのではなく、ひとつの社会として混合していったことが推測される。のちに西からダキア人やゲタイ人がこの文化圏に移住し、さらにはヴィェルバルク文化のゴート人が北方からやってきて主にこの文化の北辺に定住、結果としてこの文化圏においては、語派の異なる集団間で言語的特徴の交換がさかんに行われるようになった。ゴート人の定住した北部地域を中心にスラヴ人との混合文化であるキエフ文化も生まれ、政治的にはそのうちの一部の地域において、ゴート人の王を輩出するオイウム王国が存在していたことが6世紀のゴート人の歴史家ヨルダネスによって記述されている。

## フン族の襲来とその後

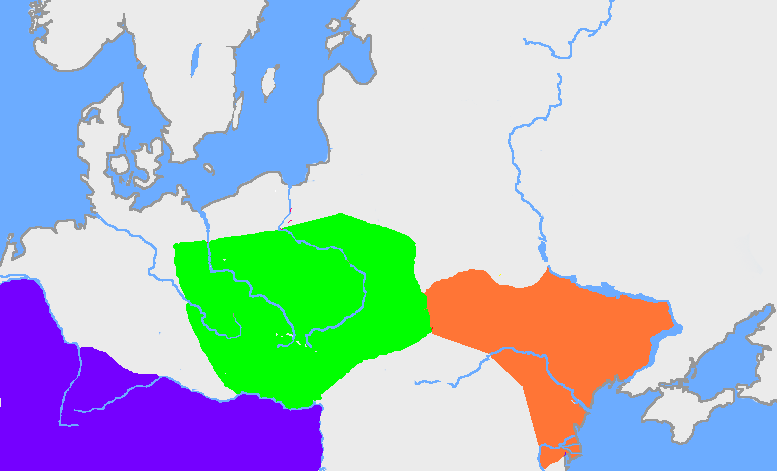
6世紀の中央ヨーロッパと東ヨーロッパ。
オレンジ色は東スラヴ人のうちの南部文化であるペンコヴォ文化。
黄緑色は西スラヴ人のプラハ・コルチャク文化複合。
紺色は当時のフランク王国。

しかしのちになるとこの地域は度重なるフン族の侵入に悩まされるようになり、4世紀になるとフン族の本格的な大襲来でキエフ文化の担い手（ゴート族の一部と土着の人々が融合して「東ゴート族」と呼ばれる集団になっていた）のほぼ全員がフン族の大群に殺されるか、あるいは捕えられて奴隷として売り飛ばされてしまった、キエフ文化の担い手は滅亡し、チェルニャヒーウ文化の繁栄時代は終焉を迎え、その後この土地はしばらく荒れ果ててしまうことになる。特にヴィエルバルク文化のゴート人（すなわち「西ゴート族」）はこの東方で起こった惨劇を知ると、それまで定住していたヴィスワ川東岸の地帯から一斉に西へ逃走を開始し、これを契機としていわゆる「ゲルマン民族の大移動」という、その後の全ヨーロッパを変えてしまう歴史的大事件に発展していく。この土地では荒廃からの復興の過程で、キエフ文化の担い手の生き残りやチェルニャヒーウ文化の担い手を基礎としてペンコヴォ文化とコロチン文化という、東スラヴ人独特の文化が発展していくことになる。以後政治的には数世紀の東スラヴ部族分裂時代を経て9世紀に北部一帯で統一国家「キエフ・ルーシ」が成立することになる。
いっぽう、キエフ文化やチェルニャヒーウ文化の担い手のうち、フン族来襲時に西ゴート族とともに西へ逃げたり、フン族襲来の後の6世紀に襲来したアヴァール族と同盟したりして西へ進出したスラヴ系の人々にはプシェヴォルスク文化の範囲に定住する者も多く、プシェヴォルスク文化はこの東からの移住者たちの影響を受けてプラハ・コルチャク文化複合に発展、東スラヴ人文化とは異なる西スラヴ人独特の文化となった。古い学説はほとんどすべてこのプラハ・コルチャク文化をもって「スラヴ人による初めてのヨーロッパ侵入」としていた。この文化はフランク王国と南部で接触し、ここでの交流から7世紀にはボヘミア、モラヴィア、ウィーン盆地、アルプス山脈東部にかけての南部西スラヴ系諸部族が集まって相談の上フランク人商人のサモを立て、最初のスラヴ人国家サモ王国（623年-658年）が成立する。サモ王国はまもなく瓦解するが、同じ地域を中心として9世紀には「モラヴィア王国」が成立した。いっぽう北部西スラヴ系諸部族の地域では群雄割拠の時代が続いていたが、10世紀に統一国家「ポーランド王国」が成立する。